# Schindelrangen
Schindelrangen ist ein Wohnplatz der Gemeinde Simmelsdorf im Landkreis Nürnberger Land (Mittelfranken, Bayern).

## Geografie
Der Weiler befindet sich an einem Berghang des Tals der Naifer, ein wenig oberhalb des Dorfes Utzmannsbach. Er liegt etwa drei Kilometer nordostnördlich von Simmelsdorf und befindet sich auf einer Höhe von 459 m ü. NHN. Der Ort bildet mit dem benachbarten Judenhof eine bauliche Einheit.

## Geschichte
Die erste Erwähnung der Ortschaft fand 1513 unter dem Namen „Gut am Schintelrangen“ statt.
Durch die zu Beginn des 19. Jahrhunderts im Königreich Bayern durchgeführten Verwaltungsreformen wurde die Ortschaft zum Bestandteil der Ruralgemeinde Utzmannsbach. Im Zuge der Gebietsreform in Bayern wurde Schindelrangen zusammen mit der gesamten Gemeinde Utzmannsbach zunächst am 1. April 1971 in die Gemeinde Diepoltsdorf eingegliedert und nur drei Monate später mit dieser nach Simmelsdorf eingemeindet. Die Ortsbezeichnung Schindelrangen wurde offiziell zum 1. April 1986 von der Regierung von Mittelfranken aufgehoben, seitdem zählt der Ort zum Gemeindeteil Judenhof. Im Jahr 2020 zählte Schindelrangen 25 Einwohner.

## Verkehr
Die Anbindung an das öffentliche Straßennetz wird durch eine Gemeindestraße hergestellt, die den Ort mit der im Tal des Naiferbaches verlaufenden Kreisstraße LAU 12 verbindet.